# Цецівка
Цеці́вка —село в Україні, у Зборівській міській громаді Тернопільського району Тернопільської області. Розташоване на заході району. До 2016 було підпорядковане Годівській сільській раді. 
Населення — 12 осіб (2007).

## Історія
Перша писемна згадка про село, яке в ній згадується як Цецова, походить з 1503 року. Серед власників села після поділів Польщі були, зокрема, Бялиня-Холодецькі.
Село було одним з осредків конспіративного руху поляків у 1831—1846 роках.
12 червня 2020 року, відповідно до розпорядження Кабінету Міністрів України № 724-р «Про визначення адміністративних центрів та затвердження територій територіальних громад Тернопільської області» увійшло до складу Зборівської міської громади.
19 липня 2020 року, в результаті адміністративно-територіальної реформи та ліквідації Зборівського району, село увійшло до складу Тернопільського району.

## Галерея

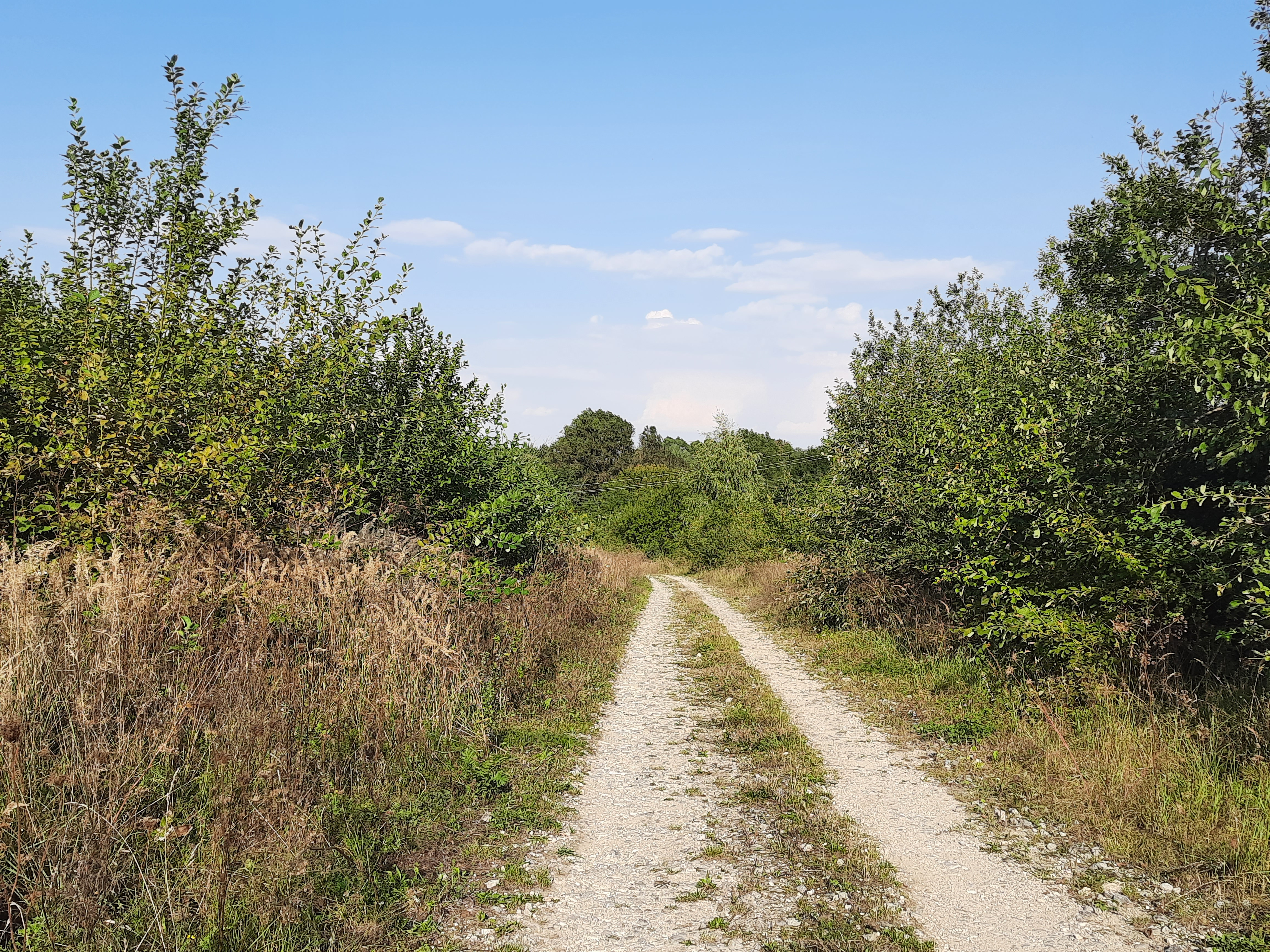
Дорога в село
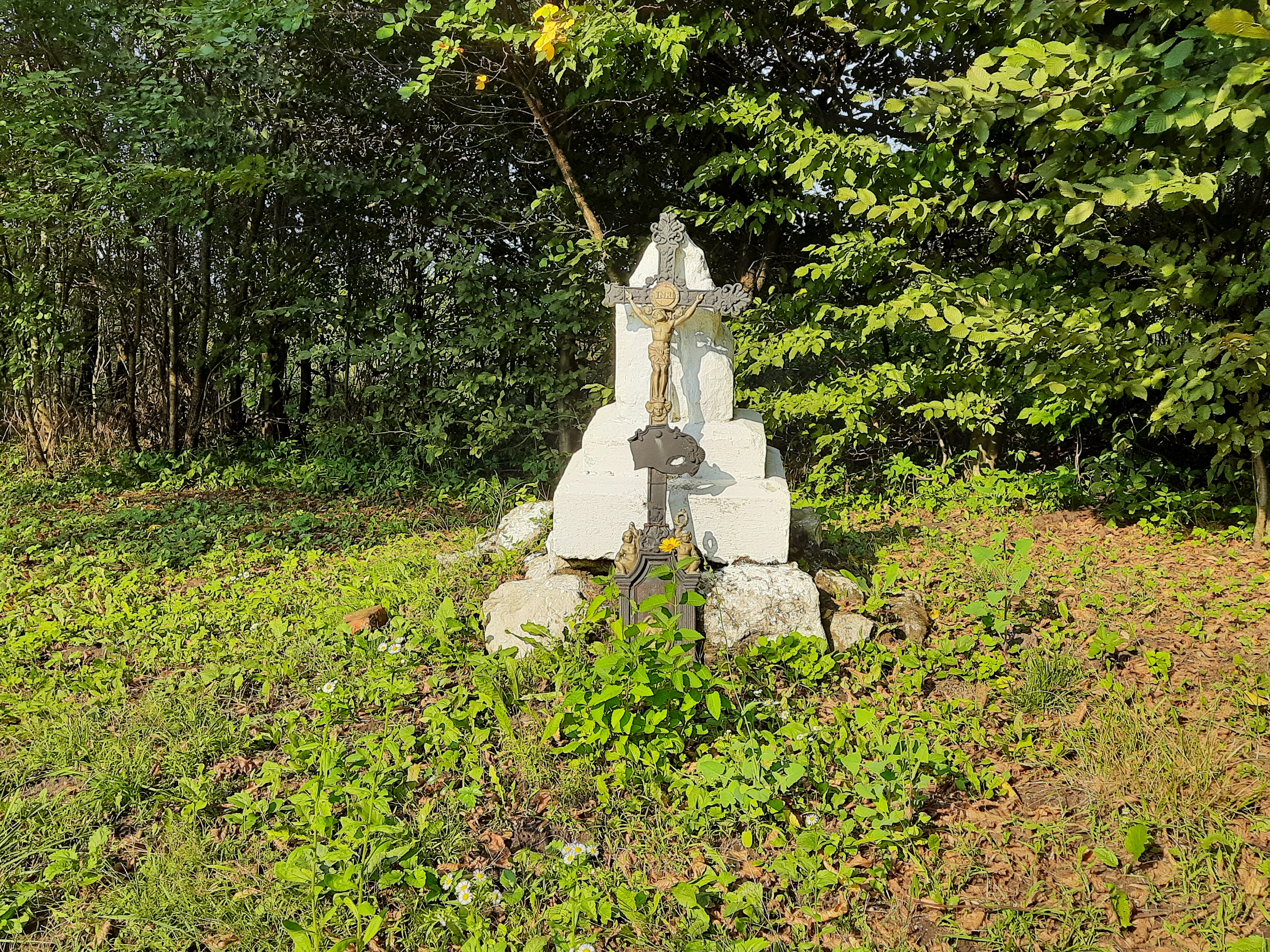
Пам'ятний хрест
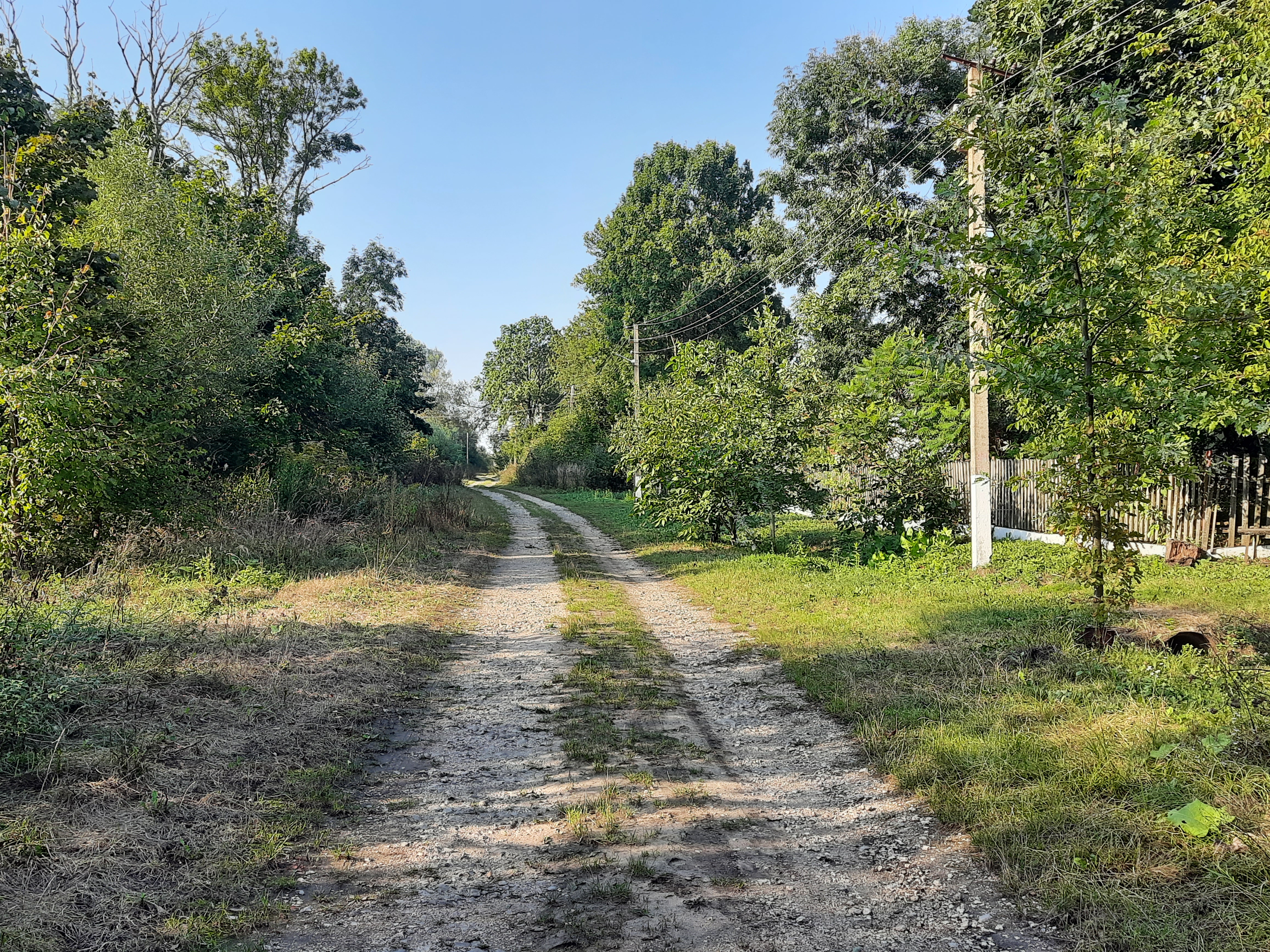
Сільська вулиця
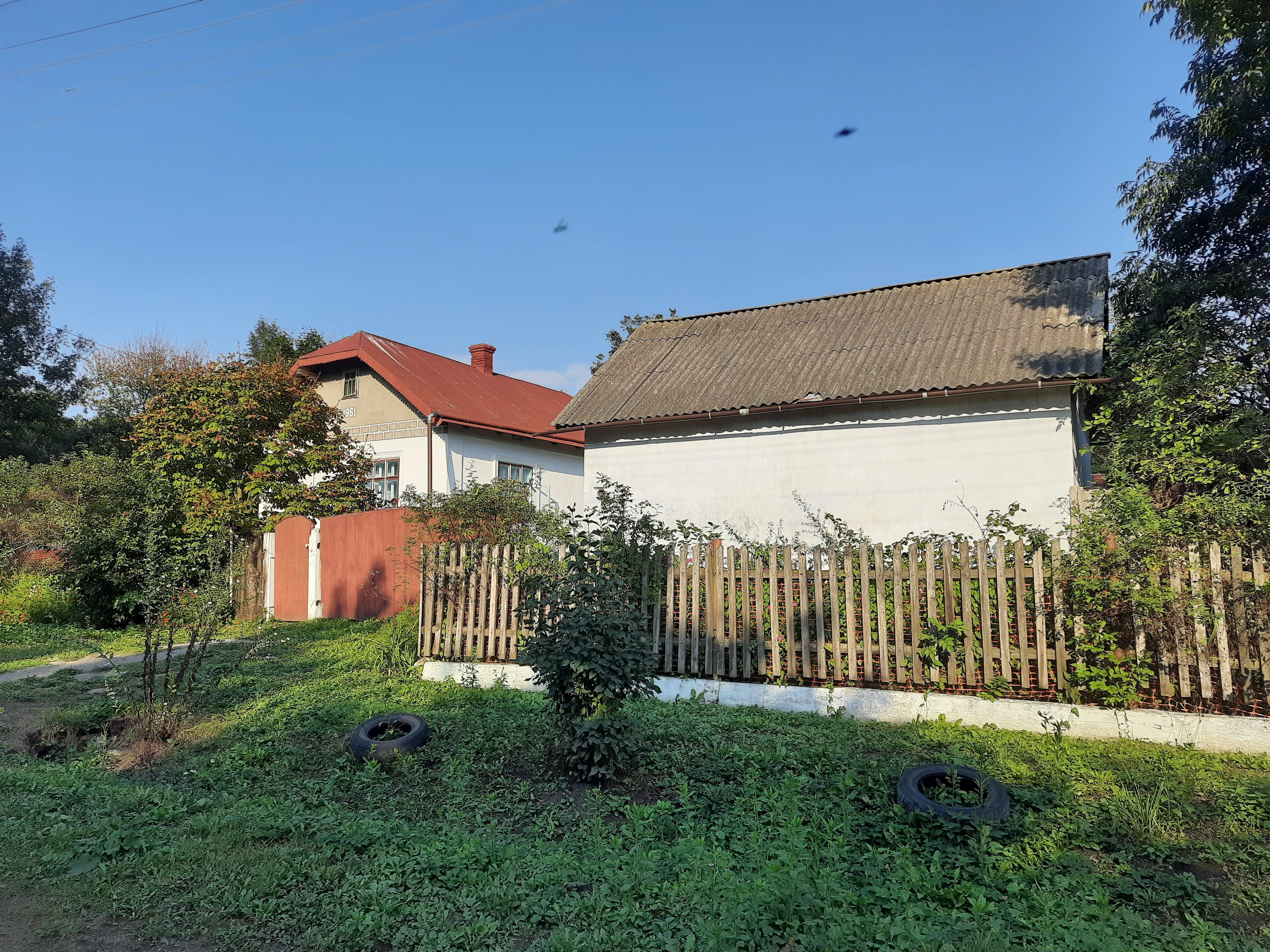
Оселя в селі
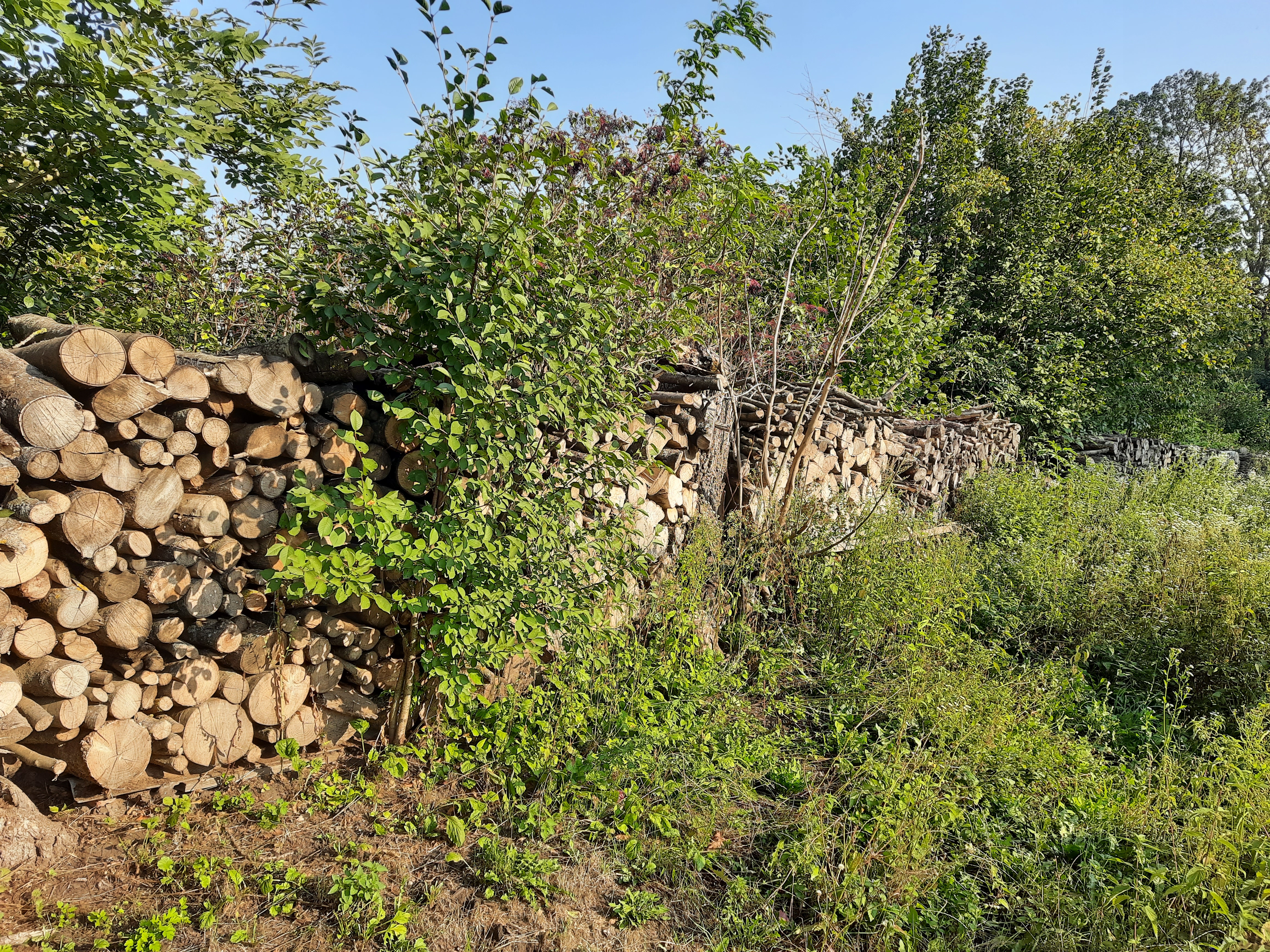
Паркан з колод